# Drosophila vicentinae
Drosophila vicentinae är en tvåvingeart som beskrevs av Vilela 1983. Drosophila vicentinae ingår i släktet Drosophila och familjen daggflugor.
Artens utbredningsområde är El Salvador och Venezuela.